# Новоспаське (Матвієвський район)
Новоспа́ське (рос. Новоспаское) — село у складі Матвієвського району Оренбурзької області, Росія.

## Населення
Населення — 235 осіб (2010; 356 у 2002).
Національний склад (станом на 2002 рік):
- росіяни — 89 %